# 施巴斯坦·高亞迪斯
施巴斯坦·高亞迪斯·尼昂（西班牙語：Sebastián Coates Nion，1990年10月7日—），常被簡稱「高亞迪斯」，是一名烏拉圭職業足球員，現時效力烏拉圭足球甲級聯賽球隊國民。高亞迪斯出身自民族球會。烏拉圭球迷稱他為Luganito或Little。他有苏格兰血统，但并不会讲流利的英语。

## 生涯

### 利物浦
高亞迪斯於利物浦的第一個球季多數都在盃賽中上陣，在對陣斯托克城和切尔西時均表現出他的潛力。
2011年9月18日，高亞迪斯在利物浦與热刺的比賽中首次英超聯賽上陣。

## 榮譽

### 球會
國民
- 烏拉圭足球甲級聯賽：2008-09,2010-2011

 利物浦
- 英格蘭聯賽盃冠軍：2011/12年

 葡萄牙体育
- 葡萄牙联赛杯冠军：2017–18、2018–19、2020–21
- 葡萄牙盃冠軍：2018–19[4]
- 葡萄牙足球超级联赛冠軍：2020–21[5]

### 國家隊
烏拉圭
- 2011年美洲國家盃：冠軍